# 정순석 (경찰관)
정순석(1919년? ~ ?)은 대한민국 초기의 경찰관이었다. 광주 출신의 제15,16,17대 국회의원 정동채의 아버지로 일제강점기 당시 경찰관이었던 정순봉과 동일인이라는 의혹이 제기되어 있다.

## 생애
1919년경에 태어나 송정중학교(松汀中學校)를 졸업했다. 송정중학교의 전신인 송정농업실수학교가 1936년 개교하였으므로 이때 입학하여 3년 과정을 마쳤던 것이다.
그 뒤 일본으로 유학 주오 대학 법학부를 졸업하고 강제징집을 피해 만주에 갔다가 해방후 미군정청에서 실시하는 경찰간부시험을 보아 합격하여 경찰의 길에 들어섰다고 한다. 그러나 1939년 송정중학교 졸업을 하고 일본에 유학을 하여 중앙대학교 법학부 4년을 마치고(1943년경) 1947년 미군정청에서 실시하는 경찰 간부시험에 응시 합격하여 경찰에 투신하였다는 기간 사이에 4년의 공백기간이 생기며, 강제징집을 피한 만주에서의 4년간의 행적이 밝혀지지 않고 있다.
1945년 해방 후 그는 전라남도 경찰청 총무과 수사부장을 지냈다. 광양경찰서 총무과장, 공안과장과 전남 장성경찰서 공안과장 등을 거쳐 1949년 장성경찰서 수사과장으로 부임했다. 그 후 경감으로 전남 곡성 경찰서에 1952년 3월6일 재14대 경찰서장으로 임명되어 1953년 1월13일까지 근무하였다. 한편 대한민국 경찰 인사록상에 학력과 이름을 다르게 표기한 것에 대한 의혹도 제기되고 있다.